# Rohy (okres Třebíč)
Obec Rohy (starší názvy Rohow, Rozi) se nachází v okrese Třebíč v Kraji Vysočina, asi 5 km jižně od Velkého Meziříčí. Žije zde 117 obyvatel. Jméno Rohy je údajně odvozeno od hranatého půdorysu návsi.
Sousedními obcemi sídla jsou Dolní Heřmanice, Oslavice, Osové, Oslavička, Hodov a Studnice.

## Geografie
Ze západu na východ přes území obce prochází silnice z Oslavičky a ze silnice II/360 do Studnic, ze zastavěného území obce pak jižně vychází silnice do Hodova. V severní části území obce prochází lesní užitková silnice od osady Myslivna do osady Nesměř. Ze severu na jih prochází přes území obce a údolím potoka Mařek cyklostezka 5109.
Velká část území obce je i přes svažitý terén využívána zemědělsky, severní a východní část území je zalesněna a jsou tam vysazovány nové lesy. I v polích v okolí zastavěného území obce jsou časté remízky nebo meze. Na západním okraji zastavěného území obce se nachází průmyslový objekt společnosti Laser Zikmund a někdejší areál JZD.
Velká část severní hranice je tvořena nepojmenovaným přítokem potoka Mařek, přes území obce vede i nepojmenovaný přítok, který posléze také přes nepojmenovaný přítok ústí do Mařka. Potok Mařek pramení asi 5 km západně od území obce, pak protéká údolím poblíž zastavěného území obce a následně pokračuje severně výrazným údolím a pak po asi 300 metrech ústí u osady Nesměř do Oslavy. U zastavěného území obce se nachází několik malých rybníků, jejichž vody postupně odtékají do potoka Mařek. 
Území obce je značně zvlněné, větší část obce se nachází cca v 500 metrech nad mořem, údolí potoka Mařek je však hluboké a výrazné a dosahuje cca 450 metrů nad mořem, údolí na severní hranici území obce dosahuje asi 475 metrů nad mořem. Na východním okraji území obce nad údolím potoka Mařek se nachází kopec Rohovec (504 m). Západně a severně od zastavěného území obce se nachází několik nepojmenovaných kopců s nadmořskou výškou kolem 535 metry nad mořem. V lesích na severním okraji území obce se nachází několik skalních útvarů. 
Zastavěné území obce se nachází na jižním okraji území obce blíže k východní hranici území obce, asi 200 metrů východně od zastavěného území obce se nachází samota v údolí potoka Mařek.
Podél jižní hranice území obce prochází hranice Přírodního parku Třebíčsko, který však na území obce neleží. Těsně za východní hranicí území obce se nachází údolí řeky Oslavy.

## Historie
Rohy byly založeny poblíž zaniklé vesnice Nesmír, která byla ve 12. století vypálena pro šíření moru. První písemná zmínka o obci pochází z roku 1377, v tu dobu obec patřila Janovi II. z Meziříčí, který ji před svým odchodem do Itálie se svolením potomků spolu s Velkým Meziříčím a dalšími blízkými obcemi předal Janovi III. z Meziříčí. V roce 1399 byla prodána Jindřichem z Meziříčí faráři Mikuláši. Obec tak patřila ke kostelu sv. Mikuláše ve Velkém Meziříčí.
Jan z Meziříčí (zemský hejtman, syn Václava z Lomnice) předal patronát na mnoha obcích velkomeziříčského panství, ale i na Rozích své manželce Apolonii z Ctěnic. V roce 1481 pak proběhl spor mezi Janem z Meziříčí a Václavem z Vrčovic, kdy Václav vyžadoval, aby Jan z Meziříčí se stáhl ze vsi a ta nadále patřila ke kostelu sv. Mikuláše ve Velkém Meziříčí. Následně v době nekatolictví byla vesnice připojena do velkomeziříčského panství.
Po smrti Jana z Meziříčí v roce 1515 získal Rohy a několik blízkých vesnic jeho syn Vilém z Meziříčí. A v roce 1529 postupně všichni bratři prodali svoje díly na panství Pernštejnům, kteří tak spojili panství, Jaroslav a Vratislav z Pernštejna pak v roce 1552 prodali velkou část panství i s vesnicí Rohy Zikmundovi Heldtovi z Kementu. Posléze roku 1591 se vdova Zuzana Heldtová z Kementu podruhé vdala za Zdeňka Berku z Dubé a Lipého a spojila s ním její majetky na panství, mimo jiné i vesnici Rohy. Následně v roce 1640 po dlouhých sporech připadlo panství Anně Marii Khieslové (původem Berkové), která následně před Švédy utekla do Brna a následně do Prahy a následně se musela vyplatit. Dalším majitelem Rohů a celého panství byl rod Kouniců, syn původního majitele Ferdinand Kounic se ujal panství v roce 1669, ale hned roku 1676 prodal panství Petrovi Ugartovi, po něm pak získal panství jeho syn Arnošt František. Ke konci 19. století pak panství patřilo Lobkovicům.
Do roku 1849 patřily Rohy do velkomeziříčského panství, od roku 1850 patřily do okresu Jihlava, pak od roku 1855 do okresu Velké Meziříčí a od roku 1960 do okresu Třebíč. Mezi lety 1850 a 1910 patřily Rohy pod Hodov a mezi lety 1980 a 1990 byla obec začleněna pod Budišov, následně se obec osamostatnila.
| Rok            | 1869 | 1880 | 1890 | 1900 | 1910 | 1921 | 1930 | 1950 | 1961 | 1970 | 1980 | 1991 | 2001 |
| Počet obyvatel | 180  | 263  | 251  | 266  | 279  | 283  | 248  | 217  | 209  | 204  | 184  | 165  | 139  |

## Politika
V letech 2006–2010 působil jako starosta Lubomír Strnad, od roku 2010 tuto funkci zastává Olga Voborná.

### Volby do Poslanecké sněmovny
|       | 2006               | 2010               | 2013               | 2017               | 2021                  |
| ----- | ------------------ | ------------------ | ------------------ | ------------------ | --------------------- |
| 1.    | ČSSD (51,19 %)     | ČSSD (26,15 %)     | ČSSD (35,93 %)     | ANO (33,84 %)      | ANO (40,9 %)          |
| 2.    | KSČM (14,28 %)     | KSČM (21,53 %)     | KSČM (23,43 %)     | ČSSD (13,84 %)     | Piráti+STAN (18,18 %) |
| 3.    | ODS (10,71 %)      | VV (10,76 %)       | TOP 09 (6,25 %)    | KSČM (10,76 %)     | PŘÍSAHA (9,09 %)      |
| účast | 78,50 % (84 z 107) | 61,32 % (65 z 106) | 66,67 % (68 z 102) | 63,73 % (65 z 102) | 68,69 % (68 z 99)     |

### Volby do krajského zastupitelstva
|      | 1.             | 2.                       | 3.                    | účast              |
| ---- | -------------- | ------------------------ | --------------------- | ------------------ |
| 2000 | ČSSD (35,71 %) | SNK (18,57 %)            | SV (14,28 %)          | 59,66 % (71 z 119) |
| 2004 | ČSSD (46,8 %)  | KSČM (19,14 %)           | KDU-ČSL (12,76 %)     | 44,03 % (48 z 109) |
| 2008 | ČSSD (65 %)    | KSČM (15 %)              | SNK ED (6,66 %)       | 60,4 % (61 z 101)  |
| 2012 | ČSSD (30 %)    | KSČM (20 %)              | Pro Vysočinu (14,0 %) | 50,98 % (51 z 102) |
| 2016 | KSČM (17,85 %) | ČSSD (16,07 %)           | ANO 2011 (14,28 %)    | 59,41 % (60 z 101) |
| 2020 | ČSSD (26 %)    | ANO (14 %)               | STAN+SNK ED (12 %)    | 50 % (50 z 100)    |
| 2024 | ANO (31,57 %)  | ČSNS+KSČM+ČSSD (15,78 %) | STAN+SNK ED (13,15 %) | 40,78 % (42 z 103) |

### Prezidentské volby
V prvním kole prezidentských voleb v roce 2013 první místo obsadil Miloš Zeman (23 hlasů), druhé místo obsadil Jiří Dienstbier (18 hlasů) a třetí místo obsadil Jan Fischer (10 hlasů). Volební účast byla 71,00 %, tj. 71 ze 100 oprávněných voličů. V druhém kole prezidentských voleb v roce 2013 první místo obsadil Miloš Zeman (67 hlasů) a druhé místo obsadil Karel Schwarzenberg (12 hlasů). Volební účast byla 78,22 %, tj. 79 ze 101 oprávněných voličů.
V prvním kole prezidentských voleb v roce 2018 první místo obsadil Miloš Zeman (34 hlasů), druhé místo obsadil Jiří Drahoš (18 hlasů) a třetí místo obsadil Pavel Fischer (8 hlasů). Volební účast byla 67,96 %, tj. 70 ze 103 oprávněných voličů. V druhém kole prezidentských voleb v roce 2018 první místo obsadil Miloš Zeman (40 hlasů) a druhé místo obsadil Jiří Drahoš (33 hlasů). Volební účast byla 70,19 %, tj. 73 ze 104 oprávněných voličů.
V prvním kole prezidentských voleb v roce 2023 první místo obsadil Petr Pavel (23 hlasů), druhé místo obsadil Andrej Babiš (22 hlasů) a třetí místo obsadila Danuše Nerudová (12 hlasů). Volební účast byla 65,00 %, tj. 65 ze 100 oprávněných voličů. V druhém kole prezidentských voleb v roce 2023 první místo obsadil Petr Pavel (41 hlasů) a druhé místo obsadil Andrej Babiš (30 hlasů). Volební účast byla 72,45 %, tj. 71 ze 98 oprávněných voličů.

## Pamětihodnosti
- Výklenková kaplička – poklona stojí v polích
- Kaple v obci Rohy – rekonstruována v roce 2012 a v roce 2014, při rekonstrukci věže v roce 2012 došlo k nálezu několika historických předmětů, mimo jiné i k nálezu mince s pověstí.[26]
- V roce 1901 byl nedaleko vesnice v lese nalezen džbán několika tisíci mincí z doby Vladislava II.[8]

## Osobnosti
- Jindřich Coufal (1886–?), legionář
- Lubomír Strnad (* 1937), starosta
- František Švihálek (1903–?), architekt